# Mravenčák
Mravenčák je neovulkanický vrch a přírodní památka v severní části Doupovských hor. Nachází se na pravém břehu řeky Ohře jižně od Klášterce nad Ohří v okrese Chomutov. Důvodem k vyhlášení přírodní památky byla ochrana skalnatého vrcholku s teplomilnou stepní květenou.

## Historie
Vrch je v historických pramenech označován mimo jiné také jako Hackelberg, Häckelberg, Hekberg, Kegelberg nebo Mravenečník. Kopec býval v minulosti odlesněn a hospodářsky využíván. Dokladem lidské činnosti jsou pozůstatky louček a staré ovocné stromy v lese. Chráněné území na vrcholové části kopce bylo vyhlášeno 22. listopadu 1990 okresním národním výborem v Chomutově s evidenčním číslem 1507.

## Přírodní poměry
Kopec se nachází na severním okraji Doupovských hor. Vznikl ve třetihorách průnikem magmatu skrz horniny krystalinika zastoupené ortorulami a migmatity. Samotné těleso vrchu je tvořené leucitickým tefritem. Horniny vystupují na povrch na jihozápadním úbočí v podobě tři až šest metrů vysoké skalní stěny, ve které se střídají polohy pevného tefritu s polohami tufů. Skalní výchoz bývá nazýván jako Jakubova skála nebo Čertův zub. Na jeho úpatí se hromadí zvětraliny, na které níže ve svahu navazují sutě pokryté tenkou a skeletovitou vrstvou půdy.
Kuželovitý suk s nadmořskou výškou 531 metrů geomorfologicky spadá do celku Doupovské hory, okrsku Jehličenská vrchovina a podokrsku Martinovská hornatina.
V rámci Quittovy klasifikace podnebí se Mravenčák nachází v mírně teplé oblasti MT2 s průměrnou roční teplotou 7,5 °C a ročním úhrnem srážek 600–650 milimetrů. Půdní pokryv tvoří eutrofní kambizemě.

## Přírodní památka
Předmětem ochrany je skalnatý vrcholek s kolmou stěnou s teplomilnou stepní květenou. Oblast spravuje Agentura ochrany přírody a krajiny ČR. Území v nadmořské výšce 490–531 metrů s celkovou rozlohou 1,5 hektaru je přibližně z jedné poloviny tvořené lesními pozemky (0,72 hektaru) a na zbývající část připadají ostatní skalnaté plochy (0,78 hektaru).

### Flóra
Botanicky nejcennější částí přírodní památky je skalní bradlo na jihozápadním úbočí, na němž roste koniklec luční český (Pulsatilla pratensis subsp. bohemica). Ve smíšeném lese patří k silně ohroženým rostlinám huseník chudokvětý (Arabis pauciflora) a malá populace kakostu rozkladitého (Geranium divaricatum) ve světlomilné doubravě ve východní části chráněného území. Cenný je také smíšený les s křovinným lemem, který se na území přírodní památky blíží přirozeným lesům. V lese mimo chráněné území však převažuje modřín opadavý (Larix decidua) a smrk ztepilý (Picea abies). Vzhledem ke špatně dostupnému terénu plní les v přírodní památce ochranou funkci půdy na strmých svazích, a není hospodářsky využíván.
K dalším významným druhům rostlin na lokalitě patří bělozářka liliovitá (Anthericum liliago), tařice skalní (Aurinia saxatilis) a kavyl Ivanův (Stipa joannis).

### Ohrožení
Rostlinná společenstva v chráněném území jsou ohrožována šířením plevelných rostlin z okolních lesů, rozrýváním půd divokými prasaty, rozděláváním ohně a poškozováním rostlin turisty a také zarůstáním náletovými křovinami.

## Přístup
Po jižním a západním úbočí vrchu vede lesní cesta, po které je vyznačená červená turistická trasa z Klášterce nad Ohří ke zřícenině hradu Egerberk a dále přes Úhošť do Kadaně.